# Первомайський (Кігинський район)
Первома́йський (рос. Первомайский) — присілок (у минулому селище) у складі Кігинського району Башкортостану, Росія. Входить до складу Кандаковської сільської ради.
Населення — 109 осіб (2010; 120 в 2002).
Національний склад:
- татари — 80 %